# Anton Faist

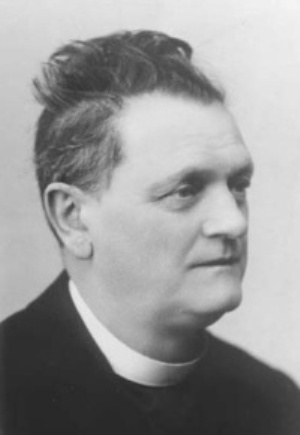
Anton Faist

Anton Faist (* 26. Januar 1864 in Riegersburg, Österreich; † 12. August 1933 in Hall in Tirol, Österreich) war ein österreichischer römisch-katholischer Priester, Musikwissenschaftler, Chorleiter und Komponist.
Durch die Zugänglichkeit seiner Musik gehörte er in Österreich zu den „bekanntesten und meistaufgeführten Kirchenkomponisten“ seiner Zeit.

## Leben und Werk

### Ausbildung
Anton Faist wurde als Sohn eines österreichischen Landwirts in der Steiermark geboren. Seine musikalische Laufbahn begann in jungen Jahren als Sängerknabe im Stift Heiligenkreuz in Niederösterreich, in dem er von 1875 bis 1879 dem Konvikt angehörte. Seine Ausbildung führte er ab 1879 in Graz fort, wo er seine Matura abschloss und anschließend ein Theologiestudium begann. 1886 empfing Faist die Priesterweihe für die Diözese Graz-Seckau und beendete sein Studium der Theologie im darauffolgenden Jahr. 1889 legte Faist zusätzlich die Staatsprüfung für das Lehramt am Gymnasium in den Fächern Mathematik, Physik und Philosophie ab. Es folgte eine Promotion zum Doktor der Philosophie.

### Ämter und Lehrtätigkeit
Nach der Priesterweihe war er von 1887 bis 1889 Pfarrer und im Anschluss daran Präfekt und Regens chori am bischöflichen Knabenseminar in Graz. Dort nahm Anton Faist schließlich 1899 eine Lehrerstelle für Musik und Mathematik an und hatte diese 34 Jahre lang inne. Von 1905 bis 1918 war er Präsident des Diözesan-Cäcilienverbandes und beteiligte sich als solcher aktiv an der Gestaltung und Förderung der Kirchenmusik. 1924 wurde Faist zum Monsignore ernannt.

### Forschung
Faist war Anhänger der sogenannten Grazer Schule und Schüler des österreichischen Professors Alexius Meinong. Er trug zur Entwicklung von dessen „Gegenstandstheorie“ musikpsychologische Untersuchungen und Erkenntnisse bei.

## Kompositionen
Bei seinen eigenen Kompositionen legte Faist großen Wert auf Zugänglichkeit und „leichte Ausführbarkeit“ und schuf so bewusst Werke für den Gebrauch im liturgischen Kontext. Zu seinen Werken zählen:
- 12 lateinische Messen für gemischten Chor mit Orgel- und/oder Orchesterbegleitung
- 3 deutsche Singmessen für gemischten Chor oder Männerchor a cappella
- 2 Requien

## Veröffentlichungen
- Versuche über Tonverschmelzung in: Zeitschrift für Psychologie und Physiologie der Sinnesorgane, 15,  1897, S. 102–131.
- Über Konsonanz und Dissonanz. Dissertation, Universität Graz, 1900 (handschriftlich)
- Die Konsonanz als Verschmelzung und als Wohlklang: tonpsychologische Studie in: Jahresbericht des Forstbischöflichen Gymnasiums am Seckauer Diözesan-Knabenseminar Carolinum-Augustineum in Graz, Graz 1906, Selbstverlag des f.-b. Knabenseminars, S. 1–38.